# No soy el mismo (álbum de Gocho)
No soy el mismo es el sexto álbum del cantante puertorriqueño Gocho. Se lanzó el 13 de febrero de 2025 bajo el sello discográfico de Forgiven Music.
El álbum se caracteriza por una variedad entre ritmos como reguetón, pop, tropical y balada romántica, pero en particular porque marca su regreso a la música con su primer álbum de música cristiana de su carrera, siendo la combinación de sus EP's anteriores (Lado A, Lado B y Lado C), añadiendo unos sencillos más. Asimismo el 13 de febrero de 2025, el álbum se presentó después de su sencillo «Feliz».
De este álbum, se desprenden algunos sencillos como: «Conéctate conmigo», «Solución», «Biografía», «Tengo un Dios», «Hablaré», «Gozo» y «Ajedrez» entre otros. En este álbum, está incluida la participaciones especiales de Wisin, Redimi2, Lenny Tavárez, Funky, Farruko, Alex Zurdo, Madiel Lara, Onell Diaz, Jay Kalyl, Natan el Profeta, Gabriel EMC, David Muguercia y Elike.

## Lista de canciones
| N.º | Título                                    | Productor/es                    | Duración |  |
| 1.  | «No soy el mismo»                         | Xaed, Jean Ra                   | 2:26     |  |
| 2.  | «Poco a poco»                             | Xaed, Jean Ra                   | 3:01     |  |
| 3.  | «FelizZ»                                  | Xaed, Jean Ra                   | 3:37     |  |
| 4.  | «Conéctate conmigo» (con Wisin y Redimi2) | Gocho                           | 4:21     |  |
| 5.  | «Casi un millón» (con Lenny Tavárez)      |                                 | 3:57     |  |
| 6.  | «Pa' donde voy»                           | Xaed, Jean Ra                   | 2:48     |  |
| 7.  | «Solución» (con Funky)                    | Onell Díaz, OMB                 | 3:39     |  |
| 8.  | «Mate»                                    | Xaed, Jean Ra                   | 3:11     |  |
| 9.  | «Tengo un Dios»                           | Xaed, Jean Ra, Dexter           | 3:47     |  |
| 10. | «Kilómetros»                              | Xaed, Jean Ra, Dexter           | 3:12     |  |
| 11. | «Hablaré» (con Alex Zurdo)                | Onell Díaz, Xerran              | 3:45     |  |
| 12. | «Mi mejor canción» (con Farruko)          |                                 | 4:11     |  |
| 13. | «Cuando te busco» (con David Muguercia)   | Ulloa, Frank Miami              | 3:29     |  |
| 14. | «Fan #1» (con Madiel Lara)                | Xaed, Jean Ra, OMB              | 3:11     |  |
| 15. | «Ajedrez»                                 | Xaed, Jean Ra, OMB              | 3:23     |  |
| 16. | «Fiel» (con Elike)                        | Xaed, Jean Ra                   | 3:21     |  |
| 17. | «Gozo»                                    | Gocho                           | 3:23     |  |
| 18. | «Soledad» (con Jay Kalyl)                 | Onell Díaz                      | 3:23     |  |
| 19. | «Superpoderes»                            | Gocho, Santana "The Golden Boy" | 3:53     |  |
| 20. | «Háblame»                                 | Xaed, Jean Ra                   | 3:26     |  |
| 21. | «Dicen»                                   | OMB                             | 3:49     |  |
| 22. | «Me enseñaste» (con Onell Díaz)           | Gocho, Onell Díaz               | 3:40     |  |
| 23. | «Biografía»                               | Onell Díaz                      | 3:54     |  |
| 24. | «Feliz»                                   | Xaed, Jean Ra                   | 3:38     |  |